# Love Rollercoaster (Red Hot Chili Peppers)
Love Rollercoaster è un singolo del gruppo musicale statunitense Red Hot Chili Peppers, pubblicato nel 1996 come estratto dall'album Beavis And Butt-Head Do America - Original Motion Picture Soundtrack, colonna sonora del film Beavis & Butt-Head alla conquista dell'America.

## Descrizione
Il brano Love Rollercoaster è una cover dell'omonimo singolo degli Ohio Players del 1975.
Per il singolo venne realizzato anche un video musicale.

## Tracce
CD
1. Love Rollercoaster
2. Lesbian Seagull - Engelbert Humperdinck

CD
1. Love Rollercoaster (clean edit)
2. Love Rollercoaster (Rock Rollercoaster Mix)
3. Love Rollercoaster (versione LP)

7"
1. Love Rollercoaster
2. Lesbian Seagull - Engelbert Humperdinck

## Formazione
- Anthony Kiedis - voce
- Dave Navarro - chitarra
- Flea - basso
- Chad Smith - batteria